# Liste de peintures d'Albert Marquet
Cette liste de tableaux d'Albert Marquet rassemble de façon chronologique un certain nombre de peintures d'Albert Marquet (Bordeaux, 1875 - Paris, 1947).

## Limites du corpus
Albert Marquet était un artiste extrêmement prolifique dont la carrière s'est étendue sur plus de cinquante ans.
En dehors de ses dessins, il a laissé essentiellement des huiles sur toile : ce recensement non exhaustif se limite aux tableaux actuellement conservés dans des collections permanentes accessibles au public.
À moins qu'elles n'aient été mises en dépôt dans un musée, les nombreuses œuvres détenues par des particuliers et des salles de vente, susceptibles de changements ou imprécisions (date, dimensions, lieux), ne figurent pas ci-dessous.

## Recensement partiel de l'œuvre peint
| Image | Titre(s)                                                            | Date                    | Support                                              | Dimensions      | Conservation                                                                              |
| ----- | ------------------------------------------------------------------- | ----------------------- | ---------------------------------------------------- | --------------- | ----------------------------------------------------------------------------------------- |
|       | Banlieue parisienne                                                 | 1897                    | Huile sur toile                                      | 32 × 45 cm      | Musée des Beaux-Arts et d'Archéologie de Besançon                                         |
|       | Portrait du père et de la mère de l'artiste                         | 1898                    | Huile sur toile                                      | 54 × 65 cm      | Musée des Beaux-Arts de Bordeaux                                                          |
|       | Nu dit « fauve »                                                    | 1898                    | Huile sur papier collée sur toile                    | 73 × 50 cm      | Musée des Beaux-Arts de Bordeaux                                                          |
|       | Jeune fille sur la plage                                            | 1898                    | Huile sur toile                                      | 21 × 25,5 cm    | Musée d'Art de Saint-Louis                                                                |
|       | Les Arbres à Billancourt                                            | Vers 1898               | Huile sur toile                                      | 54 × 65 cm      | Musée des Beaux-Arts de Bordeaux                                                          |
|       | Nature morte avec pommes et gobelet                                 | Vers 1898               | Huile sur toile                                      | 27 × 35 cm      | Musée des Beaux-Arts de Bordeaux                                                          |
|       | Portrait de Matisse                                                 | 1899                    | Huile sur toile                                      | 61 × 50 cm      | Musée des Beaux-Arts de Bordeaux                                                          |
|       | Canal aux environs de Paris                                         | Vers 1900               | Huile sur carton                                     | 24 × 28 cm      | Musée d'Art moderne de Troyes                                                             |
|       | Les Modistes                                                        | 1901                    | huile sur toile                                      | 50,5 × 61 cm    | Musée de l'Ermitage (Saint-Pétersbourg)                                                   |
|       | Une Allée au jardin du Luxembourg                                   | 1901                    | Huile sur toile                                      | 25,5 × 35,5 cm  | Musée de l'Ermitage (Saint-Pétersbourg)                                                   |
|       | Pivoines                                                            | 1898-1902               | Huile sur toile                                      | 33 × 25 cm      | Musée d'art moderne André-Malraux (Le Havre)                                              |
|       | Bouquet de fleurs et pommes                                         | 1898-1902               | Huile sur toile                                      | 33 × 22 cm      | Musée d'art moderne André-Malraux (Le Havre)                                              |
|       | La Cafetière                                                        | 1902                    | Huile sur toile                                      | 55 × 46 cm      | Musée des Beaux-Arts de Bordeaux                                                          |
|       | La Seine et le chevet de Notre-Dame                                 | 1902                    | Huile sur toile                                      | 54 × 72,5 cm    | Musée d'Art moderne de Troyes                                                             |
|       | Jardin du Luxembourg                                                | 1902                    | Huile sur toile                                      | 46 × 55 cm      | Musée des Beaux-Arts de Bordeaux                                                          |
|       | Le jardin du Luxembourg dit Bois de Boulogne                        | 1902-1903               | Huile sur toile                                      | 38,5 × 48 cm    | Des Moines Art Center (Des Moines)                                                        |
|       | Les Toits rouges                                                    | 1902-1904               | Huile sur toile                                      | 24 × 34,5 cm    | Musée d'art moderne André-Malraux(Le Havre)                                               |
|       | Autoportrait                                                        | 1904                    | Huile sur toile                                      | 46 × 38 cm      | Musée des Beaux-Arts de Bordeaux                                                          |
|       | Portrait d'André Rouveyre                                           | 1904                    | Huile sur toile                                      | 92 × 61 cm      | Musée national d'Art moderne (Paris)                                                      |
|       | Notre-Dame, soleil                                                  | 1904                    | Huile sur toile                                      | 73 × 60 cm      | Fonds national d'art contemporain / Dépôt au Musée des Beaux-Arts de Pau                  |
|       | Porte de Saint-Cloud                                                | 1904                    | Huile sur toile                                      | 46 × 65 cm      | Musée des Beaux-Arts de Bordeaux                                                          |
|       | Porte de Versailles enneigée                                        | 1904                    | Huile sur toile                                      | 54 × 65 cm      | Musée national de l'Art occidental (Tokyo)                                                |
|       | Matisse dans l'atelier de Manguin                                   | 1905                    | Huile sur bois                                       | 100 × 73 cm     | Musée national d'Art moderne (Paris)                                                      |
|       | Vue d'Agay                                                          | 1905                    | Huile sur toile                                      | 64,5 × 80,5 cm  | Musée d'Orsay (Paris)                                                                     |
|       | Vue d'Agay, les rochers rouges (Paysage du Midi, Agay)              | 1905                    | Huile sur toile                                      | 65,5 × 81,5     | Musée d'art moderne André-Malraux (Le Havre)                                              |
|       | Le Port de Menton                                                   | 1905                    | Huile sur toile                                      | 65 × 81,5 cm    | Musée de l'Ermitage (Saint-Pétersbourg)                                                   |
|       | Le Port de Saint-Tropez (1)                                         | 1905                    | Huile sur toile                                      | 65 × 81 cm      | Villa Flora (Winterthour)                                                                 |
|       | Le Port de Saint-Tropez (2)                                         | 1905                    | Huile sur toile                                      | 49,5 × 61 cm    | Musée de l'Annonciade (Saint-Tropez)                                                      |
|       | Le Quai des Grands Augustins                                        | 1905                    | Huile sur bois                                       | 80 × 65 cm      | Musée national d'Art moderne (Paris)                                                      |
|       | Quai des Grands-Augustins                                           | 1905                    | Huile sur toile                                      | 65 × 81 cm      | Musée d'Orsay / Dépôt au Musée Granet (Aix-en-Provence)                                   |
|       | Quai des Augustins                                                  | ?                       | Huile sur toile                                      | ?               | Musée des Beaux-Arts de Reims                                                             |
|       | La Seine à travers les arbres, quai du Louvre                       | 1905                    | Huile sur toile                                      | 65 × 82 cm      | Musée des Beaux-Arts Pouchkine (Moscou)                                                   |
|       | Le Port de la Ponche, Saint-Tropez (Barques de pêche à Collioure)   | 1905                    | huile sur toile                                      | 51 × 61,5 cm    | Musée d'art moderne André-Malraux (Le Havre)                                              |
|       | La mère de l'artiste                                                | 1905-1906               | Pastel sur papier                                    | 61 × 50 cm      | Musée des Beaux-Arts de Bordeaux                                                          |
|       | Quai de la Seine à Paris                                            | 1905-1906               | Huile sur toile                                      | 60,5 × 73,5 cm  | Musée des beaux-arts André-Malraux (Le Havre)                                             |
|       | Quai des Grands-Augustins                                           | Vers 1905-1906          | Huile sur toile                                      | 60 × 73 cm      | Musée des beaux-arts André-Malraux (Le Havre)                                             |
|       | Quai du Louvre, été                                                 | Vers 1906               | Huile sur toile                                      | 60 × 73 cm      | Musée de l'Ermitage (Saint-Pétersbourg)                                                   |
|       | Affiches à Trouville                                                | 1906                    | Huile sur toile                                      | 65 × 81,5 cm    | National Gallery of Art (Washington)                                                      |
|       | La Plage à Trouville                                                | 1906                    | Huile sur toile                                      | 53,5 × 65 cm    | Musée d'Art de Dallas                                                                     |
|       | La Plage de Fécamp                                                  | 1906                    | Huile sur toile                                      | 50 × 61 cm      | Musée national d'Art moderne (Paris)                                                      |
|       | Le Port de Fécamp                                                   | 1906                    | Huile sur toile                                      | 65,5 × 81 cm    | Musée des Beaux-Arts de Quimper                                                           |
|       | Le 14 juillet au Havre                                              | 1906                    | Huile sur carton                                     | 81 × 65 cm      | Musée national d'Art moderne (Paris) / Dépôt au musée Albert-André (Bagnols-sur-Cèze)     |
|       | Fête nationale au Havre                                             | 1906                    | Huile sur carton                                     | 65 × 81 cm      | Villa Flora (Winterthour)                                                                 |
|       | Fête foraine au Havre                                               | 1906                    | Huile sur toile                                      | 65 × 81 cm      | Musée des Beaux-Arts de Bordeaux                                                          |
|       | Le Bassin du Roy au Havre                                           | 1906                    | Huile sur toile                                      | 64 × 80,5 cm    | Musée national d'Art moderne (Paris)                                                      |
|       | Le Havre (Le Quai du bassin de l'est)                               | 1906                    | Huile sur toile                                      | 65 × 81 cm      | Fondation et Collection Emil G. Bührle (Zurich)                                           |
|       | La Jetée à Sainte-Adresse                                           | 1906                    | Huile sur toile                                      | 38 × 60,5 cm    | Musée des Beaux-Arts de Houston                                                           |
|       | Le Pont Neuf                                                        | 1906                    | Huile sur toile                                      | 50 × 61,5 cm    | National Gallery of Art (Washington)                                                      |
|       | Quai du Louvre et Pont Neuf                                         | 1906                    | Huile sur toile                                      | 60 × 73 cm      | Musée de l'Ermitage (Saint-Pétersbourg)                                                   |
|       | Le Quai du Louvre et le Pont Neuf à Paris                           | 1906                    | Huile sur toile                                      | 60 × 71 cm      | Musée de l'Ermitage (Saint-Pétersbourg)                                                   |
|       | Quai du Louvre, été                                                 | 1906                    | Huile sur toile                                      | 50 × 61 cm      | Musée de l'Ermitage (Saint-Pétersbourg)                                                   |
|       | Vue de Paris, le quai du Louvre                                     | 1906                    | Huile sur toile (?)                                  | ?               | Musée Faure (Aix-les-Bains)                                                               |
|       | Vue de la Seine et de la statue d'Henri IV                          | 1906                    | Huile sur toile                                      | 65,5 × 81 cm    | Musée de l'Ermitage (Saint-Pétersbourg)                                                   |
|       | Le Sergent de la coloniale                                          | Vers 1906               | Huile sur toile                                      | 81 × 65 cm      | Musée des beaux-Art de Bordeaux                                                           |
|       | Sergent de la coloniale                                             | 1906-1907               | Huile sur toile                                      | 90 × 71 cm      | Metropolitan Museum of Art (New York)                                                     |
|       | La Seine au Pont-Neuf, effet de brouillard                          | 1906-1907               | Huile sur toile                                      | 65 × 81 cm      | Musée des Beaux-Arts de Nancy                                                             |
|       | Paris en hiver, Quai Bourbon                                        | 1907                    | Huile sur toile                                      | 65 × 81 cm      | Musée des Beaux-Arts Pouchkine (Moscou)                                                   |
|       | Vue de Saint-Jean-de Luz                                            | 1907                    | Huile sur toile                                      | 60 × 81 cm      | Musée de l'Ermitage (Saint-Pétersbourg)                                                   |
|       | Le Pont Saint-Michel                                                | 1908                    | Huile sur toile                                      | 65 × 81 cm      | Musée de Grenoble                                                                         |
|       | Le Quai Bourbon                                                     | 1908                    | Huile sur toile                                      | 92 × 73 cm      | Musée des Beaux-Arts de Bordeaux                                                          |
|       | Le Pont Saint-Michel à Paris, le quai des Augustins                 | 1908                    | Huile sur toile                                      | 65 × 81 cm      | Musée des Beaux-Arts Pouchkine (Moscou)                                                   |
|       | Le Pont Saint-Michel en hiver                                       | 1908                    | Huile sur toile                                      | 61 × 81 cm      | Musée des Beaux-Arts Pouchkine (Moscou)                                                   |
|       | La Seine à Poissy                                                   | 1908                    | Huile sur toile                                      | 65 × 81 cm      | Musée d'Art moderne de la ville de Paris                                                  |
|       | La Baie de Naples, le Vésuve dans la brume                          | 1908                    | Huile sur toile                                      | 65 × 77,5 cm    | Tate Modern (Londres)                                                                     |
|       | Le Port de Naples                                                   | 1908                    | Huile sur toile                                      | 63,5 × 76,5 cm  | Musée national d'Art moderne / Dépôt au musée des beaux-arts de d'Archéologie de Besançon |
|       | Le Vésuve                                                           | 1909                    | Huile sur toile                                      | 61 × 80 cm      | Musée des Beaux-Arts Pouchkine (Moscou)                                                   |
|       | La Baie de Naples                                                   | 1909                    | Huile sur toile                                      | 62 × 80,5 cm    | Musée de l'Ermitage (Saint-Pétersbourg)                                                   |
|       | Naples, le voilier                                                  | 1909                    | Huile sur toile                                      | 65 × 81 cm      | Musée des Beaux-Arts de Bordeaux                                                          |
|       | Notre-Dame sous la neige                                            | 1909                    | Huile sur toile                                      | 65 × 81 cm      | Musée des Beaux-Arts Pouchkine (Moscou)                                                   |
|       | Le Port de Hambourg                                                 | 1909                    | Huile sur toile                                      | 66,5 × 80 cm    | Musée de l'Ermitage (Saint-Pétersbourg)                                                   |
|       | Le Port de Hambourg sous la pluie                                   | 1909                    | Huile sur toile                                      | 65 × 81 cm      | Musée des Beaux-Arts de Bordeaux                                                          |
|       | Nu à contre-jour                                                    | 1909-1910               | Huile sur toile                                      | 73 × 60 cm      | Musée des Beaux-Arts de Bordeaux                                                          |
|       | Le jardin de Saint-Cloud                                            | 1902-1910               | Pastel                                               | 31,5 × 24 cm    | Musée d'Art du comté de Los Angeles                                                       |
|       | Le Pont Saint-Michel                                                | 1910                    | Huile sur toile                                      | 53,5 × 63,5 cm  | Musée d'Art du comté de Los Angeles                                                       |
|       | Pont Saint-Michel, Paris                                            | 1910                    | Huile sur toile                                      | 31,5 × 40 cm    | Art Institute of Chicago                                                                  |
|       | Jour de pluie à Paris                                               | 1910                    | Huile sur toile                                      | 81 × 66 cm      | Musée de l'Ermitage (Saint-Pétersbourg)                                                   |
|       | L'Inondation de 1910 à Paris                                        | 1910                    | Huile sur toile                                      | 33 × 41 cm      | Musée des Beaux-Arts Pouchkine (Moscou)                                                   |
|       | Soleil sur Paris                                                    | 1910                    | Huile sur toile                                      | 65 × 89 cm      | Musée des Beaux-Arts Pouchkine (Moscou)                                                   |
|       | Le Pont Saint-Michel                                                | 1910-1911               | Huile sur toile                                      | 65 × 81 cm      | Musée de Grenoble                                                                         |
|       | Les Deux Amies                                                      | 1911                    | Huile sur toile                                      | 60 × 92 cm      | Musée des Beaux-Arts et d'Archéologie de Besançon                                         |
|       | Place de la Trinité à Paris                                         | 1911                    | Huile sur toile                                      | 81 × 65,5 cm    | Musée de l'Ermitage (Saint-Pétersbourg)                                                   |
|       | Paysage au chaland                                                  | 1911                    | Huile sur toile                                      | 65 × 81 cm      | Musée d'Art moderne de la ville de Paris                                                  |
|       | Honfleur, le mât pavoisé                                            | 1911                    | Huile sur toile                                      | 65 × 81 cm      | Musée des Beaux-Arts Pouchkine (Moscou)                                                   |
|       | Le Pont Saint-Michel et le quai des Grands-Augustins                | 1912                    | Huile sur toile                                      | 66 × 82 cm      | Musée national d'Art moderne (Paris)                                                      |
|       | Nu assis                                                            | 1912                    | Huile sur toile                                      | 73 × 60,5 cm    | Musée national de l'Art occidental (Tokyo)                                                |
|       | Le Quai de Paris à Rouen                                            | 1912                    | Huile sur toile                                      | 65 × 82 cm      | Musée national d'Art moderne (Paris)                                                      |
|       | Rouen, quai de Paris                                                | 1912                    | Huile sur toile                                      | 65 × 81 cm      | Musée des Beaux-Arts de Lyon                                                              |
|       | Les Quais à Rouen                                                   | 1912                    | Huile sur toile                                      | 65,5 × 81,5 cm  | Musée d'Art de Saint-Louis                                                                |
|       | Notre-Dame de Paris sous la neige                                   | Vers 1912               | Huile sur toile                                      | 65 × 81 cm      | Musée d'Art moderne de la ville de Paris                                                  |
|       | Bords de rivière (Le Pêcheur à la ligne à La varenne Saint-Hilaire) | 1913                    | Huile sur toile                                      | 65 × 81 cm      | Musée national d'Art moderne (Paris)                                                      |
|       | Scène de rivière                                                    | ?                       | Huile sur toile                                      | 54 × 65 cm      | Fitzwilliam Museum (Cambridge)                                                            |
|       | La Citadelle de Tanger                                              | 1913                    | Huile sur toile marouflée sur carton                 | 40,5 × 32,5 cm  | Musée de Grenoble                                                                         |
|       | La Marne à La Varenne-Saint-Hilaire                                 | 1913-1915               | Huile sur toile                                      | 65 × 81 cm      | Musée d'Art moderne de la ville de Paris                                                  |
|       | Notre-Dame sous la neige (Notre-Dame, temps de neige)               | vers 1914               | Huile sur toile                                      | 65 × 82 cm      | Musée cantonal des beaux-arts de Lausanne                                                 |
|       | Nu au divan                                                         | 1914                    | Huile sur toile                                      | 100 × 81 cm     | Musée national d'Art moderne (Paris)                                                      |
|       | Le Port de Rotterdam                                                | 1914                    | Huile sur toile                                      | 65 × 81 cm      | Musée national d'Art moderne (Paris)                                                      |
|       | La Seine à Paris                                                    | 1914-1915               | Huile sur toile                                      | 63 × 80 cm      | Musée de l'Annonciade (Saint-Tropez)                                                      |
|       | L'Hiver sur la Seine                                                | ? (avant 1916)          | Huile sur toile                                      | 64 × 80,5 cm    | Musée national de l'art, de l'architecture et du design (Oslo)                            |
|       | Pont Saint-Michel à Paris                                           | 1914                    | Huile sur carton                                     | 16 × 22 cm      | Musée d'art moderne André-Malraux (Le Havre)                                              |
|       | La Marne à La Varenne Saint-Hilaire                                 | 1915                    | huile sur toile                                      | 65 × 81 cm      | Musée d'Art moderne de la ville de Paris                                                  |
|       | Les bateaux patrouilleurs                                           | 1915-1916               | Huile sur toile marouflée sur carton                 | 32,5 × 41 cm    | Musée de Grenoble                                                                         |
|       | Le Port de Marseille                                                | 1916                    | huile sur toile                                      | 79 × 91,5 cm    | Galerie d'art de Leeds                                                                    |
|       | L'Atelier à Marseille                                               | 1916                    | Huile sur toile                                      | 60 × 73 cm      | Musée des Beaux-Arts de Bordeaux                                                          |
|       | Cheval à Marseille                                                  | 1916                    | Huile sur toile                                      | 65,5 × 81 cm    | Musée des Beaux-Arts de Bordeaux                                                          |
|       | Le Port de Marseille                                                | 1916                    | Huile sur toile                                      | 65 × 81 cm      | Musée d'Art Ōhara (Kurashiki)                                                             |
|       | Le vieux port de Marseille                                          | 1917                    | huile sur toile                                      | 60 × 73 cm      | Musée des Beaux-Arts et d'Archéologie de Besançon                                         |
|       | Vue du port de Marseille en hiver                                   | ?                       | Huile sur toile                                      | 73 × 93 cm      | Musée d'art de la préfecture d'Oita (Kyūshū)                                              |
|       | Petit bateau dans la baie de Porquerolles                           | ?                       | Huile sur toile                                      | 50 × 61 cm      | Musée d'art de la préfecture d'Oita (Kyūshū)                                              |
|       | Samois, l'île                                                       | 1917                    | Huile sur toile                                      | 60 × 73 cm      | Musée cantonal des beaux-arts de Lausanne                                                 |
|       | Samois                                                              | 1917                    | Huile sur toile                                      | 50 × 61 cm      | Musée des Beaux-Arts de Bordeaux                                                          |
|       | Le Port de Marseille                                                | 1918                    | huile sur toile                                      | 64 × 80 cm      | Musée de l'Annonciade (Saint-Tropez)                                                      |
|       | Port de Marseille sous la pluie                                     | vers 1918               | Huile sur toile                                      | 73 × 92 cm      | Musée départemental d'art ancien et contemporain (Épinal)                                 |
|       | L'estaque, la terrasse                                              | 1918                    | Huile sur toile                                      | ?               | Statens Museum for Kunst (Copenhague)                                                     |
|       | L'Estaque                                                           | ?                       | Huile sur toile marouflée sur carton                 | 32,5 × 40,5 cm  | Musée de Grenoble                                                                         |
|       | Vue de Fontarrabie                                                  | ?                       | Huile sur toile marouflée sur carton                 | 29,5 × 38,5 cm  | Musée de Grenoble                                                                         |
|       | La Femme blonde                                                     | 1919                    | Huile sur carton                                     | 98,5 × 98,5 cm  | Musée national d'Art moderne (Paris)                                                      |
|       | L'Île aux cygnes, Herblay                                           | 1919                    | Huile sur carton                                     | 75 × 81 cm      | Musée national d'Art moderne (Paris)                                                      |
|       | La Frette vue d'Herblay                                             | 1919                    | Huile sur toile                                      | 60 × 73,5 cm    | Musée Albert-André (Bagnols-sur-Cèze)                                                     |
|       | La Seine à Herblay                                                  | 1919                    | Huile sur toile                                      | 73,5 × 92 cm    | Musée des Beaux-Arts de Bordeaux                                                          |
|       | Le Port de La Rochelle                                              | 1920                    | Huile sur toile                                      | 50 × 61 cm      | Musée des Beaux-Arts de Gand                                                              |
|       | Le Port de La Rochelle, le ponton                                   | 1920                    | Huile sur toile                                      | 60 × 73 cm      | Musée des Beaux-Arts de La Rochelle                                                       |
|       | La Rochelle                                                         | 1920                    | Huile sur toile                                      | 73 × 92 cm      | Musée des Beaux-Arts de Bordeaux                                                          |
|       | Pommes dans une assiette                                            | Au plus tard 1920       | Huile sur toile                                      | 21 × 27 cm      | Musée de Grenoble                                                                         |
|       | Femmes de Laghouat                                                  | 1921                    | Huile sur carton                                     | 34,5 × 41,5 cm  | Musée national d'Art moderne (Paris)                                                      |
|       | Pont-Croix                                                          | 1921                    | Aquarelle sur papier                                 | 22 × 28,5 cm    | Musée national d'Art moderne (Paris)                                                      |
|       | Les Sables d'Olonne                                                 | 1921                    | Huile sur toile                                      | 49 × 60,5 cm    | Ashmolean Museum (Oxford)                                                                 |
|       | Les Sables d'Olonne                                                 | 1921                    | Huile sur toile                                      | 60,5 × 73 cm    | Musée national de l'Art occidental (Tokyo)                                                |
|       | Le Port à La Chaume                                                 | 1921                    | Huile sur toile                                      | 33 × 41 cm      | Musée des Beaux-Arts de Bordeaux                                                          |
|       | La Baie d'Alger                                                     | vers 1921               | Huile sur carton                                     | 33 × 41 cm      | Musée d'art moderne André-Malraux (Le Havre)                                              |
|       | La Seine à Grenelle                                                 | 1922                    | Huile sur toile                                      | 65 × 81 cm      | Musée des Beaux-Arts et d'Archéologie de Besançon                                         |
|       | Le Port d'Alger                                                     | 1922                    | Huile sur toile                                      | 54 × 65 cm      | Kelvingrove Art Gallery and Museum (Glasgow)                                              |
|       | Le Port de Bougie                                                   | Années 1920             | Huile sur toile                                      | 65 × 82 cm      | Musée national des Beaux-Arts (Argentine)                                                 |
|       | Vue de Bougie                                                       | ?                       | Huile sur toile                                      | 50 × 62 cm      | The Hepworth Wakefield (Wakefield)                                                        |
|       | Intérieur à Sidi-Bou-Saïd                                           | Vers 1923               | Huile sur toile marouflée sur carton toilé           | 40,5 × 32 cm    | Musée d'art moderne André-Malraux (Le Havre)                                              |
|       | Le Port de Sète                                                     | 1924                    | Huile sur toile                                      | 32 × 39,5 cm    | Birmingham Museum and Art Gallery                                                         |
|       | Voiliers à Sète                                                     | 1924                    | Huile sur toile                                      | 63 × 81 cm      | Musée Paul Valéry (Sète)                                                                  |
|       | Sète, le canal de Beaucaire                                         | 1924                    | Huile sur toile                                      | 64 × 80 cm      | Musée de l'Annonciade (Saint-Tropez)                                                      |
|       | Le Port de Bordeaux                                                 | 1924                    | Huile sur toile                                      | 64,5 × 80,5 cm  | Musée des Beaux-Arts de Bordeaux                                                          |
|       | Alger, place du Gouvernement (La Cour d'or)                         | 1924                    | Huile sur toile                                      | 65 × 81 cm      | Musée de la Cour d'Or (Metz)                                                              |
|       | Le Port d'Alger                                                     | 1924                    | Huile sur bois                                       | 32 × 40 cm      | Musée d'Art moderne de la ville de Paris                                                  |
|       | Le Port de Bougie (Alger) sous le soleil                            | 1925                    | Huile sur toile                                      | 64,5 × 80 cm    | Metropolitan Museum of Art (New York)                                                     |
|       | Le Port de Rouen                                                    | 1925                    | Huile sur toile                                      | ?               | Musée Toulouse-Lautrec (Albi)                                                             |
|       | Paysage de Norvège, Grimstadt                                       | 1925                    | Aquarelle et mine graphite sur papier                | 19,5 × 15,5 cm  | Musée national d'Art moderne / Dépôt au Musée des Beaux-Arts et d'Archéologie de Besançon |
|       | Régate à La Mailleraye                                              | 1926                    | Huile sur toile                                      | 65 × 81 cm      | Musée des beaux-Arts de Bordeaux                                                          |
|       | Hendaye, barque brune et mer vert jade                              | 1926                    | Aquarelle et mine graphite sur papier collé en plein | 15,5 × 23 cm    | Musée national d'Art moderne / Dépôt au Musée des Beaux-Arts et d'Archéologie de Besançon |
|       | La Goulette, montagne indigo                                        | 1926                    | Aquarelle et mine graphite sur papier collé en plein | 11,5 × 15 cm    | Musée national d'Art moderne / Dépôt au Musée des Beaux-Arts et d'Archéologie de Besançon |
|       | Fontarrabie                                                         | 1926                    | Aquarelle et mine graphite sur papier collé en plein | 17,5 × 25 cm    | Musée national d'Art moderne / Dépôt au Musée des Beaux-Arts et d'Archéologie de Besançon |
|       | La Goulette                                                         | 1926 ?                  | Aquarelle et mine graphite sur papier                | 23 × 19 cm      | Musée national d'Art moderne / Dépôt au musée Albert-André (Bagnols-sur-Cèze)             |
|       | Tempête à La Goulette (La Goulette - Plage et montagne)             | 1926                    | Huile sur toile                                      | 65 × 81 cm      | Musée des Beaux-Arts de Bordeaux                                                          |
|       | La Fenêtre à La Goulette                                            | 1926                    | Huile sur bois                                       | 41 × 32,5 cm    | Musée des Beaux-Arts de Bordeaux                                                          |
|       | La Seine à Paris                                                    | 1920-1926               | Huile sur toile                                      | ?               | Galerie d'art moderne de Milan                                                            |
|       | Notre-Dame de Paris sous la neige                                   | 1927                    | Huile sur toile                                      | 65 × 81 cm      | Musée d'Art moderne de la ville de Paris                                                  |
|       | Barques à Ciboure                                                   | 1927                    | Huile sur toile                                      | 50 × 61 cm      | Musée des Beaux-Arts de Pau                                                               |
|       | La Place du Gouvernement à Alger (Mosquée à Alger)                  | 1927                    | Huile sur bois                                       | 32,5 × 41 cm    | Musée national d'Art moderne (Paris)                                                      |
|       | Notre-Dame sous la neige                                            | 1928                    | Huile sur toile                                      | 81 × 65 cm      | Musée d'Art moderne de la ville de Paris / Dépôt au musée Carnavalet (Paris)              |
|       | La Femme en bleu (Portrait de Maria Lani                            | 1928                    | Huile sur toile                                      | 56 × 45 cm      | Musée d'Art moderne de la ville de Paris                                                  |
|       | Audierne                                                            | 1928                    | Aquarelle                                            | 23 × 29 cm      | Art Institute of Chicago                                                                  |
|       | Le Quai, Audierne                                                   | 1928                    | Aquarelle                                            | 22,5 × 29 cm    | Art Institute of Chicago                                                                  |
|       | Audierne, la passerelle et la jetée                                 | 1928                    | Graphite, encre noire et aquarelle sur papier        | 17 × 25 cm      | Musée des beaux-arts André-Malraux (Le Havre)                                             |
|       | Poissy, la barrière blanche                                         | 1929                    | Huile sur toile                                      | 65 × 81,5 cm    | Norton Simon Museum (Pasadena)                                                            |
|       | La mosquée de Laghouat                                              | 1929                    | Huile sur toile                                      |                 | Musée Toulouse-Lautrec (Albi)                                                             |
|       | Le Pont Neuf sous la neige                                          | 1925-1930               | Huile sur toile                                      | 78 × 64,5 cm    | Galerie d'art de Nouvelle-Galles du Sud (Sydney)                                          |
|       | Paris, quai d'Orléans                                               | 1930                    | ?                                                    | ?               | Musée de l'Annonciade (Saint-Tropez)                                                      |
|       | Portrait de Marcelle Marquet                                        | 1931                    | Huile sur toile                                      | 61 × 50 cm      | Musée des Beaux-Arts de Bordeaux                                                          |
|       | La Seine à Triel                                                    | 1931                    | Huile sur toile                                      | 50,5 × 61 cm    | Art Institute of Chicago                                                                  |
|       | Saint-Raphaël, la terrasse                                          | 1932                    | Huile sur toile                                      | 61 × 50 cm      | Norton Simon Museum (Pasadena)                                                            |
|       | L'Abside de Notre-Dame                                              | 1932                    | Huile sur toile                                      | 81 × 65 cm      | Musée des Beaux-Arts de Bordeaux                                                          |
|       | Pin à Alger                                                         | 1932                    | Huile sur toile                                      | 65 × 81 cm      | Musée des Beaux-Arts de Bordeaux                                                          |
|       | Le Port d'Alger après l'orage                                       | 1932-1934               | Huile sur toile                                      | 50 × 61 cm      | National Gallery of Victoria (Melbourne)                                                  |
|       | Fête aux Sables d'Olonne                                            | 1933                    | Huile sur toile                                      | 65 × 81 cm      | Musée des Beaux-Arts de Bordeaux                                                          |
|       | Les Sables d'Olonne, plage                                          | 1933                    | 1933                                                 | ?               | Musée Sainte-Croix des Sables-d'Olonne                                                    |
|       | Avant-port du Havre                                                 | 1934                    | Huile sur toile                                      | 33 × 41 cm      | Musée des beaux-arts André-Malraux (Le Havre)                                             |
|       | Quai des Grands-Augustins                                           | 1934                    | Huile sur toile                                      | ?               | Musée Fabre (Montpellier)                                                                 |
|       | Le Pilat                                                            | 1935                    | Huile sur toile                                      | 50 × 61 cm      | Musée des beaux-Arts de Bordeaux                                                          |
|       | Jardin au Pyla                                                      | 1935                    | Huile sur toile                                      | 65 × 81 cm      | Musée des Beaux-Arts de Bordeaux                                                          |
|       | La Frette                                                           | 1935                    | huile sur toile                                      | ?               | Petit Palais (Genève)                                                                     |
|       | Le Pont Neuf, Paris                                                 | 1935                    | Huile sur toile                                      | 89 × 116 cm     | Metropolitan Museum of Art (New York)                                                     |
|       | Le Pont Neuf, la nuit                                               | 1935 (retouché en 1939) | Huile sur toile                                      | 82,5 × 100,5 cm | Musée d'Art moderne de la ville de Paris                                                  |
|       | Venise, la voile jaune                                              | 1936                    | Huile sur toile                                      | 65 × 80,5 cm    | Musée national d'Art moderne (Paris)                                                      |
|       | La Lagune à Venise                                                  | 1936                    | Huile sur toile                                      | 65 × 80 cm      | Musée national d'Art moderne (Paris)                                                      |
|       | Marine, plage des Sables d'Olonne                                   | 1936                    | Huile sur toile                                      | 50 × 60 cm      | Fonds municipal d'art contemporain de la Ville de Paris                                   |
|       | Matin à Méricourt                                                   | 1937                    | Huile sur toile                                      | 65 × 81 cm      | Musée des beaux-Arts de Bordeaux                                                          |
|       | Brouillard sur le Lac Léman                                         | 1937 ?                  | Huile sur bois                                       | 33 × 41 cm      | Musée de Groningue                                                                        |
|       | Stockholm, la grue                                                  | 1938                    | Huile sur toile                                      | 50 × 61 cm      | Musée des beaux-Arts de Bordeaux                                                          |
|       | Le Pont Neuf sous la neige                                          | 1938                    | Huile sur toile                                      | 92 × 73 cm      | Musée des beaux-Arts de Bordeaux                                                          |
|       | La Seine à La Frette en automne                                     | 1938-1939               | Huile sur toile                                      | ?               | Musée Toulouse-Lautrec (Albi)                                                             |
|       | Vue d'Alger                                                         | 1939                    | Huile sur toile                                      | 34 × 41,5 cm    | Musée des beaux-Arts de Bordeaux                                                          |
|       | Porquerolles                                                        | 1939                    | Huile sur toile                                      | 65 × 81 cm      | Musée des beaux-Arts de Bordeaux                                                          |
|       | Le Castellas à Céret                                                | 1940                    | Aquarelle                                            | 33 × 52 cm      | Musée d'Art moderne de Céret                                                              |
|       | Vase de fleurs                                                      | 1941-1945               | Huile sur panneau                                    | 21,5 × 27,5 cm  | Metropolitan Museum of Art (New York)                                                     |
|       | Le Théâtre en plein air, Alger                                      | 1942                    | Huile sur toile                                      | 81 × 65 cm      | Fondation Bemberg (Toulouse)                                                              |
|       | La Seine (environs de Rouen)                                        | 1942                    | Huile sur toile                                      | 32 × 40 cm      | Fondation Bemberg (Toulouse)                                                              |
|       | Vue de la Seine, l'embarcadère (ou Paysage)                         | 1942                    | Huile sur toile                                      | 31,5 × 37,5 cm  | Fondation Bemberg (Toulouse)                                                              |
|       | L'escadre alliée à Alger                                            | 1942                    | Huile sur toile                                      | 65 × 81 cm      | Musée des Beaux-Arts de Bordeaux                                                          |
|       | Le Port d'Alger dans la brume                                       | 1942                    | Huile sur toile                                      | 65 × 81 cm      | Musée des Beaux-Arts de Bordeaux                                                          |
|       | Pluie, Montplaisant                                                 | 1944                    | Huile sur toile                                      | 46 × 55,5 cm    | Musée national de Cardiff                                                                 |
|       | Le Bouquet au balcon                                                | 1945                    | Huile sur toile                                      | 65 × 50 cm      | Metropolitan Museum of Art (New York)                                                     |
|       | La Route à La Frette                                                | 1945                    | Huile sur toile                                      | 65 × 81 cm      | Musée des Beaux-Arts de Bordeaux                                                          |
|       | Automne à La Frette                                                 | 1946                    | Huile sur toile                                      | 50 × 61 cm      | Musée des Beaux-Arts de Bordeaux                                                          |
|       | Quai Conti sous la neige                                            | 1947                    | Huile sur toile                                      | 60 × 73 cm      | Musée des Beaux-Arts de Bordeaux                                                          |
|       | Quai de Conti, l'automne                                            | ?                       | Huile sur toile                                      | 80 × 100 cm     | Musée des Beaux-Arts de Carcassonne                                                       |
|       | Bord de mer                                                         | ?                       | Huile sur toile                                      | 50,2 × 61 cm    | Pinacothèque nationale d'Athènes                                                          |